# Virgínia Rodrigues
Virgínia Rodrigues (Salvador, 31 de março de 1964) é uma cantora brasileira.

## Biografia
Virgínia Rodrigues é uma cantora brasileira, descoberta por Caetano Veloso durante um ensaio do Bando de Teatro Olodum, em Salvador, em 1997. Sua música tem influência de música clássica, samba e jazz, ao mesmo tempo que suas letras têm referências a entes do candomblé e umbanda.
Depois de anos cantando em coros de igrejas católicas e protestantes, ela havia sido convidada pelo diretor Márcio Meireles para participar da peça Bye Bye Pelô, onde Caetano a viu pela primeira vez.
O primeiro disco foi produzido por Celso Fonseca e teve arranjos de Eduardo Souto Neto. As músicas foram escolhidas por Virgínia, Caetano e Celso Fonseca, e inclui canções como Noite de Temporal, de Dorival Caymmi, além das participações de Djavan, Gilberto Gil e Milton Nascimento.
O seu primeiro álbum "Sol Negro" foi bem recebido nos Estados Unidos e na Europa, rendendo à cantora raras críticas. O The Times de Londres escreveu: “...A nova diva da música brasileira, a cantora baiana de 33 anos, comoveu todo o Brasil com seu álbum de estreia, Sol Negro; uma rica mistura de influências africanas e portuguesas e de samba de raiz.” Sendo elogiado também pelo jornal Le Monde e pela revista Rolling Stone.
A história da cantora baiana Virgínia Rodrigues ficou tão conhecida internacionalmente que os jornalistas americanos a apelidaram de Cinderela brasileira. Ex-manicure saída de uma favela de Salvador realizou, em um ano, duas turnês pelos Estados Unidos, shows na Europa e foi entrevistada por David Byrne, ao vivo, na televisão americana. Nos Estados Unidos, Europa e Japão, o primeiro disco de Virgínia saiu pela gravadora Rykodisc, de propriedade de Cris Blackwell, o mesmo que popularizou nomes como Bob Marley, Peter Tosh e U2.
Em seu segundo álbum, "Nós", Virgínia homenageia os blocos afro de Salvador. Seu canto primoroso e sofisticado entoa músicas do Ilê Aiyê, Olodum, Timbalada, Ara Ketu e Afreketê. O The New York Times já a definiu como “uma das mais impressionantes cantoras que surgiu do Brasil nos últimos anos”.“Um dos lançamentos internacionais mais impressionantes dos últimos anos.”, escreveu Stephan Cook da All Music Guide.
Seu terceiro CD foi "Mares Profundos", lançado em janeiro de 2004 nos Estados Unidos chegou ao Brasil com edição simultânea na Europa. O selo do álbum é o Edge, da gravadora alemã Deutsche Grammophon. A produção é de Caetano. O repertório é: 11 afro-sambas compostos entre 1962 e 1966 pelo violonista Baden Powell e pelo poeta Vinícius de Moraes. O programa fecha com o samba Lapinha composto por Baden Powell e Paulo César Pinheiro.
Quatro anos após lançar seu último disco, lançou o álbum "Recomeço".
Teve uma participação no filme Wally Salomão de Ana Carolina Teixeira Soares.

## Discografia
- Sol Negro (1997)[3]
- Nós (2000)
- Mares Profundos (2004)
- Recomeço (2008)
- Mama Kalunga (2015)